# اس‌اس میدلند سیتی
اس‌اس میدلند سیتی (به انگلیسی: SS Midland City) یک کشتی بود.